# Opérations navales pendant la bataille de Normandie

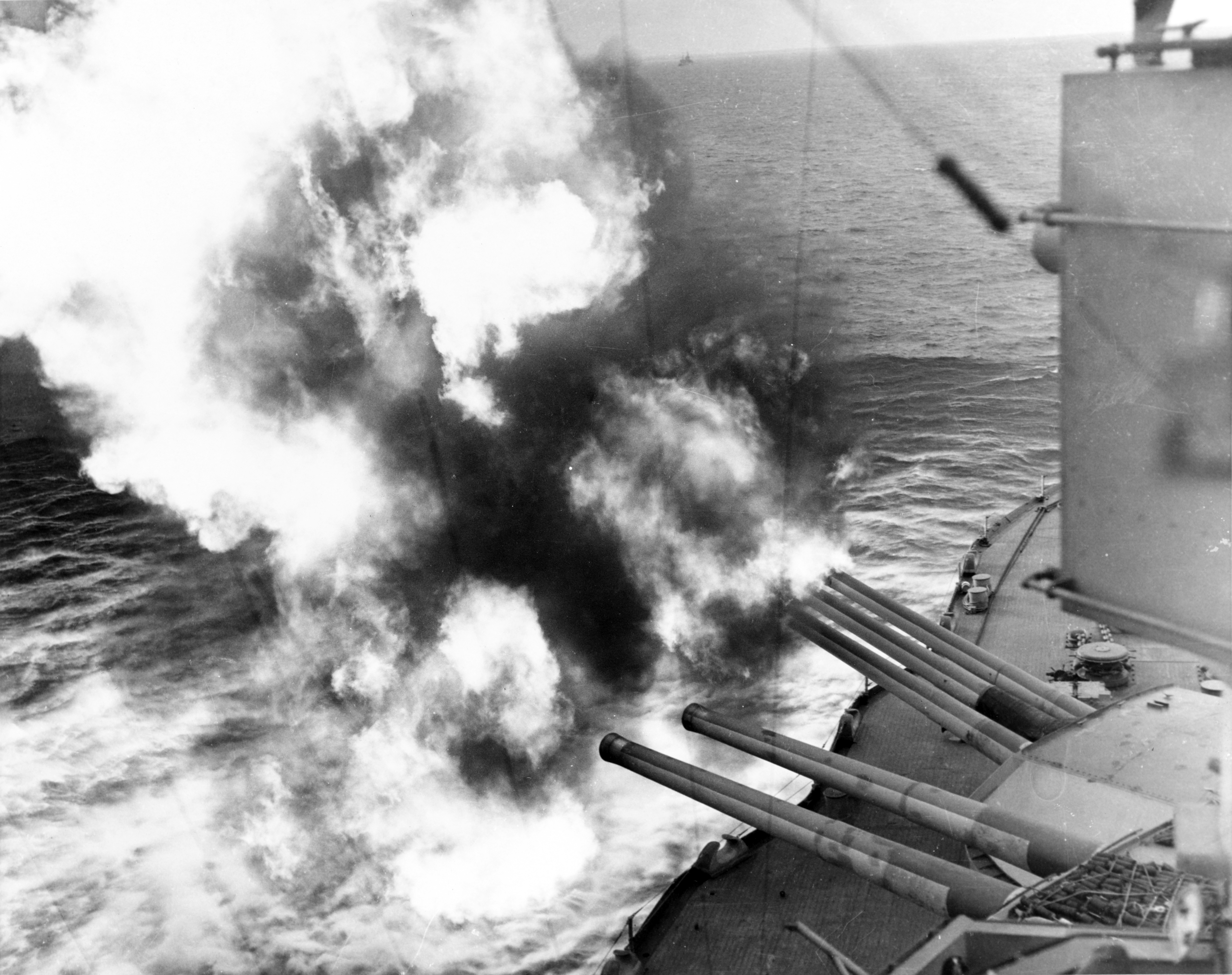
Le cuirassé américain bombarde des positions côtières allemandes, pour sécuriser les débarquements sur Utah Beach.

Les opérations navales pendant la bataille de Normandie comprennent les opérations de combat à la mer entre les unités navales allemandes et alliées pendant la période du début de juin jusqu'à la mi-août de 1944 dans la zone de la Manche.
Sous le nom de code Operation Overlord, les Alliés ont planifié depuis 1944 une campagne militaire pour conquérir une solide base en France, et pour établir un nouveau front (nommé en Allemagne Westfront — front ouest) contre l'Allemagne national-socialiste. Les opérations entreprises dans ce cadre ont reçu leurs propres noms de code : l’Operation Neptune, par exemple, désignait l'invasion à proprement parler, c'est-à-dire l'approche, le débarquement et la sécurisation d'une tête de pont sur les côtes de Normandie. Pour cette opération, les Alliés ont mis sur pied une grande flotte de navires de guerre destinée à bombarder les unités allemandes sur les plages, avant et pendant le débarquement, et détruire leurs positions. En outre, elle devait protéger la flotte de débarquement proprement dite, puis les transports d'intendance.
Pendant les batailles navales, les deux parties utilisent, à côté des méthodes conventionnelles, également des armes spéciales, comme les sous-marins de poche, les torpilles guidées ou les fusées. Les grandes pertes de part et d'autre ont trouvé leur cause en partie dans les événements naturels comme les tempêtes.
Les Alliés ont réussi à créer d'importantes installations de logistique, comme des ports artificiels — les ports Mulberry — ainsi que deux oléoducs à travers la Manche, l'un le 12 août, et l'autre le 10 octobre.
Par la bataille de Cherbourg (14 — 26 juin 1944), ils conquièrent le port de Cherbourg, important notamment pour la logistique. La conjonction des forces navales, aériennes et terrestres a permis aux Alliés d'établir et stabiliser une base solide en France, et par là d'atteindre finalement leur but de guerre, la conquête de l'Allemagne et la capitulation sans conditions de l'armée allemande (Wehrmacht).

## Arrière-plan

### Situation de départ
Dès avant la déclaration de guerre des États-Unis en décembre 1941, on pouvait prévoir un engagement sur le théâtre d'opérations européen. Pendant la Conférence Arcadia de 1941, Franklin D. Roosevelt et Winston Churchill se mettent d'accord sur la nécessité d'entreprendre un débarquement sur le continent européen, soit par la Méditerranée, soit par la Turquie en direction des Balkans, soit en Europe de l'Ouest. On préférait une attaque contre l'armée allemande à une guerre dans le Pacifique contre le Japon.
Pour soulager l'Armée rouge, Joseph Staline avait poussé les Alliés à ouvrir un second front. À la conférence de Téhéran, en novembre 1943, on a donc décidé des débarquements en France du nord et du sud — les opérations Overlord et Dragoon. Contrairement à Churchill, qui — prétendument à cause du manque de moyens de transport — voulait renoncer à l'opération Dragoon, Staline favorisait le mouvement en tenaille initialement envisagé. L'armée rouge avait déjà souvent appliqué cette tactique avec succès. Les Américains tenaient néanmoins une invasion par le sud de la France pour sensée, car les ports de Toulon et de Marseille offraient de bonnes possibilités de transport et d'approvisionnement pour les troupes alliées en France. Une invasion par le sud de la France a été retardée et finalement repoussée à août 1944, car Churchill craignait qu'une proximité des deux opérations ne divise les forces alliées sur un trop grand nombre de théâtres d'opérations et ne ralentisse ainsi la progression.
À la conférence de Casablanca, en l'absence de Staline, on décide la fondation d'un quartier général combiné, le Supreme Headquarters Allied Expeditionary Force (SHAEF), sous le commandement du Supreme Allied Commander, le général Eisenhower. Dès avant sa nomination, début 1944, un état-major de planification est formé sous l'autorité du Chief of Staff to the Supreme Allied Commander (Chef d'état-major du commandant suprême allié — COSSAC), le lieutenant général (général de corps d'armée) Morgan, afin d'établir les préparatifs pour la bataille de Normandie.
- Le commandement des unités de débarquement est confié au général (plus tard maréchal) Montgomery.
- Les forces navales sont placées sous le commandement de l'amiral Ramsay
- Et les forces aériennes sous celui de l'Air chief marshal (général d'armée aérienne) Sir Trafford Leigh-Mallory.

Le but de l'opération est de prendre le contrôle des villes de Caen, Bayeux, Saint-Lô et Cherbourg.

### Positions stratégiques des adversaires
Les Britanniques gardent face à l'Écosse trois porte-avions, trois cuirassés modernes et seize autres grands navires de guerre en réserve, d'une part pour qu'ils ne soient pas endommagés par les mines dans la Manche, et d'autre part afin de protéger les convois dans l'Arctique et les côtes de Grande-Bretagne. C'est pourquoi l'inventaire de navires dont pouvait disposer la Royal Navy n'est pas suffisant pour une invasion. Et les Britanniques retirent des équipages de flottilles de l'armée, de l'armée de l'air et des mouilleurs de mines, afin de renforcer les équipages de navires plus importants. En outre, l'Amirauté retire des navires de l'espace méditerranéen, arrête le transfert d'unités navales vers l'océan Indien et diminue le nombre d'escorteurs de convois dans l'Atlantique.
Comme Eisenhower et son état-major craignent encore que l'armada puisse être trop faible, des unités navales de la marine américaine sont transférées pour la renforcer. Mais les Américains doivent renoncer aux navires réservés pour la guerre du Pacifique, et par suite aussi à tous les porte-avions. En raison de la situation dans le Pacifique, les Américains ne se laissent tout d'abord pas convaincre de promettre d'envoyer le nombre de bâtiments de débarquement demandé par les Britanniques, bien que la production en série de véhicules amphibies tourne à plein régime depuis 1942 sur la base du mémorandum Marshall.
Après des discussions sur la nécessité de bateaux américains supplémentaires pour le débarquement en Normandie, le responsable américain de la marine, Ernest King, fait transférer vers l'Angleterre trois vieux cuirassés, une escadre de destroyers ainsi que de nombreuses barges de débarquement pour soutenir l'opération. Outre ces bateaux, le 5 juin 1944, 49 navires de guerre doivent appareiller avec des équipages français, polonais, grecs, néerlandais et norvégiens.
Pour soutenir l'opération, les Alliés peuvent disposer en tout de sept cuirassés, deux monitors, 23 croiseurs, trois canonnières, 105 destroyers et 1 073 navires de plus petite taille. De plus ils rassemblent 4 126 bateaux et barges de débarquement, 736 bateaux de soutien, et 864 bateaux de commerce, et arrivent donc à 6 939 bateaux engagés.
Le chef d'état-major de la Royal Navy fait le rapport suivant au sujet des bateaux engagés :
« It is a commonplace expression to say that an anchorage is “full of ships”, but in the case of East and West Solent, with an available area of approximately 22 square miles in which to anchor ships, it was literally true. On 18 May, the Admiralty offered the C-in-C [Commander-in-Chief] Portsmouth the services of HMS Tyne, but it was only possible to accept her because HMS Warspite was not being sent to Portsmouth till D-Day, which gave us one berth in hand.

C'est une expression courante que de dire qu'un port est « plein de bateaux », mais dans le cas du Solent est et ouest, avec une surface d'environ 22 milles carrés disponibles pour l'amarrage des bateaux, c'était littéralement vrai. Le 18 mai, l'Amirauté offre au commandant en chef de Portsmouth les services du HMS Tyne, mais il n'a été possible de l'accepter que parce que le HMS Warspite ne devait être envoyé à Portsmouth que le jour J, ce qui nous a laissé un poste de mouillage disponible »
— Anthony Hall
Les possibilités d'intervention de la marine de guerre allemande (Kriegsmarine) contre les opérations de débarquement alliées sont limitées. En juin 1944, la marine de guerre ne dispose d'aucun bâtiment de surface important dans les points d'appui en France. Les entrées dans la Manche sont en outre protégées par de fortes unités navales, qui possèdent la supériorité aérienne sur la Manche (v. Opérations aériennes pendant la bataille de Normandie). Évidemment, la marine allemande n'a aucune chance d'interrompre les lignes logistiques alliées à travers la Manche. Néanmoins, des unités de la marine sont envoyées pour cette entreprise.

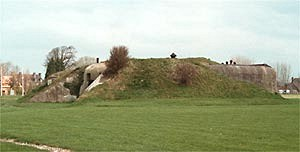
Une casemate de la batterie d'artillerie de Merville.

Le 6 juin 1944, la marine allemande dispose dans l'ensemble de la Manche de 5 torpilleurs, de 39 vedettes rapides — dont 5 ne sont pas opérationnelles — de 163 chasseurs et dragueurs de mines, de 57 patrouilleurs et 42 barges. En outre, il y a sur la côte de l'Atlantique entre Brest et Bayonne cinq destroyers, un torpilleur, 146 chasseurs et dragueurs de mines et 59 patrouilleurs. Au milieu de la Manche, ils ne disposent que de 4 torpilleurs, 15 vedettes rapides, 9 patrouilleurs et 6 barges. En raison de la distance plus courte, et trompés par l'opération Fortitude, les Allemands s'attendent à un débarquement plutôt dans la région de Boulogne et de Calais.
Le maréchal Erwin Rommel inspecte en 1944 les installations de défense allemandes du mur de l'Atlantique, qui sont alors en partie âgées, et commande plusieurs rénovations pour avant juin 1944. Il s'y engage fortement pour le développement des fortifications de la plage et de l'arrière-pays proche, avec des obstacles et des mines. Quelques casemates sont encore en construction quand les Alliés débarquent. En France, l'Organisation Todt construit, avec de gros efforts et l'intervention de milliers de travailleurs forcés des casemates pour des batteries de canons de plus gros calibre.

## Opération Neptune — soutien du débarquement allié sur les plages

### Préparation et planification

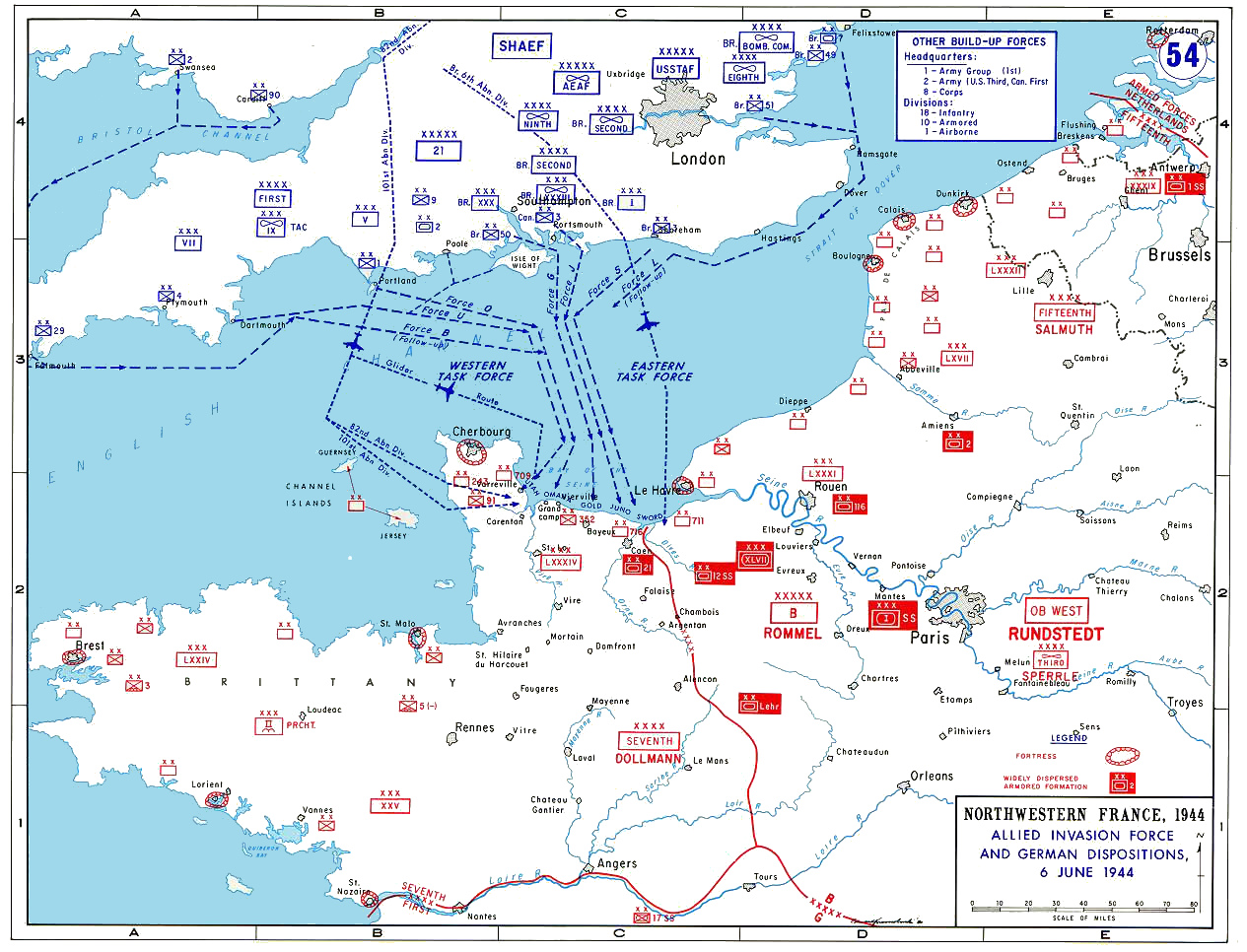
Carte de l'Opération Neptune

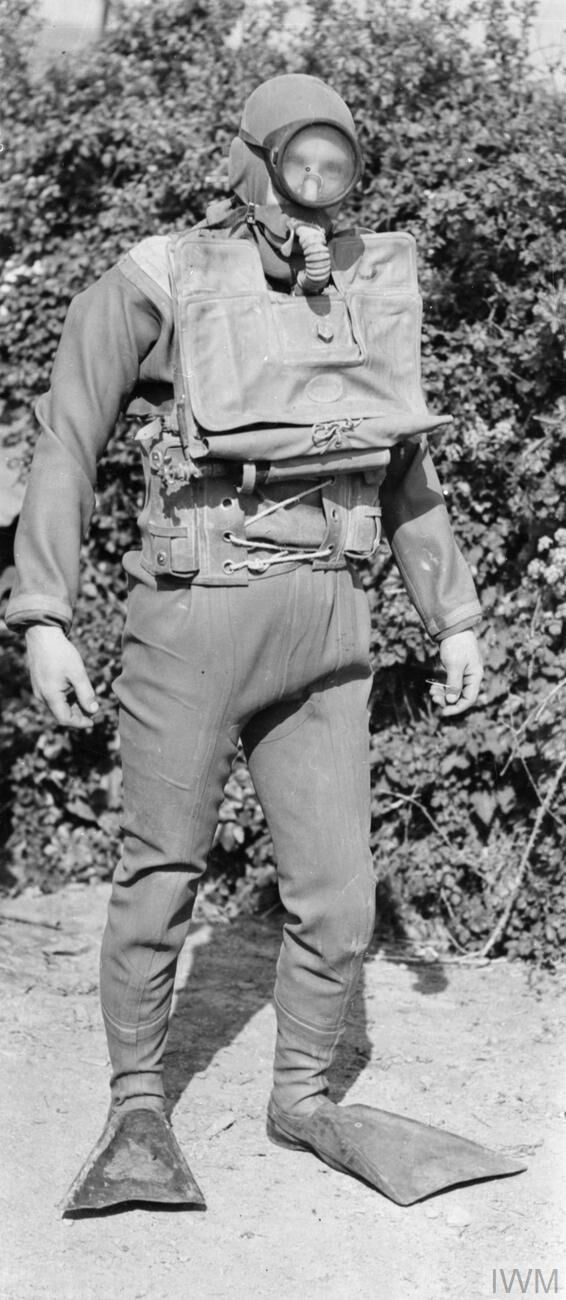
Les nageurs de combat britanniques ont nettoyé la côte de Normandie des obstacles et ont reconnu le terrain autant que possible

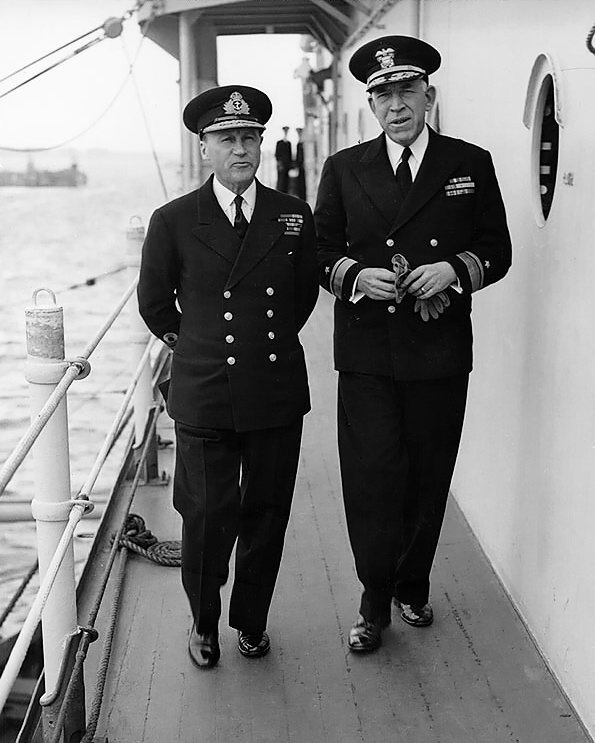
L'amiral britannique Bertram Ramsay (g.) et le contre-amiral américain John L. Hall le 25 mai 1944 sur l'.

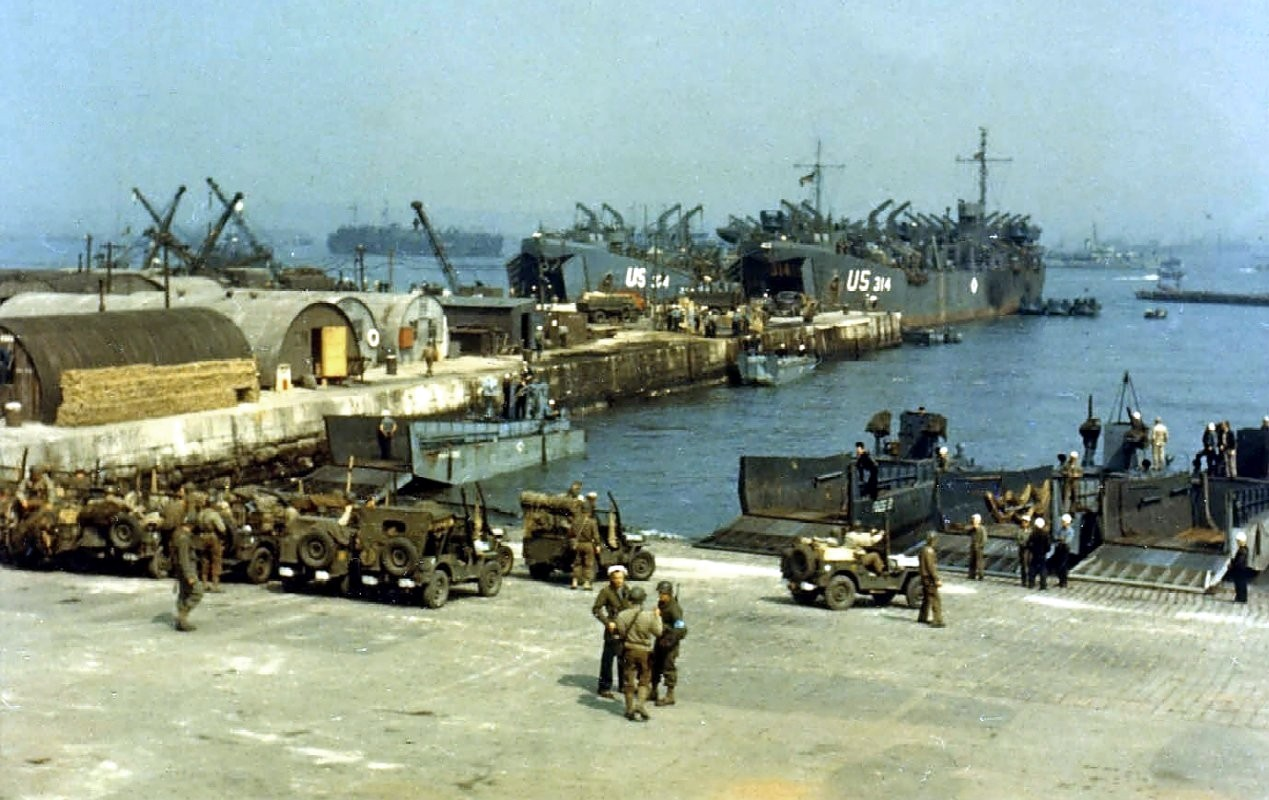
Chargement de barges de débarquement dans un port anglais (juin 1944)

Le lundi 17 avril 1944, la Royal Navy commence à poser des mines sur la côte de la Manche occupée par les Allemands. À compter de ce jour, et jusqu'à début juin, environ 6 800 mines sont immergées devant les ports d'IJmuiden, en Hollande, et Brest en France. Les Alliés utilisent pour mouiller les mines la plupart du temps de petits bateaux comme les vedettes-torpilleurs. Le but en est d'empêcher les Allemands de contrer l'opération Neptune avec leurs navires, par des barrages de mines. Dans le journal de l'OKW (Commandement supérieur de l'Armée allemande), il est remarqué à ce sujet :
«  […] que l'ennemi a pour la première fois miné l'estuaire de la Seine près du Havre. Il faudrait se demander si l'on peut en conclure qu'il n'aurait pas l'intention d'y débarquer. Mais il pourrait aussi s'agir de mines qui ne restent actives que quelque temps, [et par suite sont sans danger]. »
— Percy E. Schramm
Pendant les préparatifs des débarquements de Normandie, les Britanniques mettent en œuvre des chariots (torpilles montées) et des plongeurs de combat. Ces derniers doivent autant que possible inspecter les eaux où le débarquement devra avoir lieu, et en éliminer les obstacles, si bien que les Alliés auront à leur disposition de bonnes informations sur les zones de débarquement. Le 6 juin, les plongeurs de combat britanniques détruiront sur la plage de nombreux obstacles installés par les Allemands pour arrêter les attaquants.
Le 23 mai, la « station X » de Bletchley Park intercepte une communication de la marine allemande qui ordonne aux unités allemandes de poser d'autres mines dans la baie de Seine, zone d'opérations des Alliés. Les forces aériennes alliées et des vedettes-torpilleurs de la Royal Navy sont envoyées pour arrêter les unités allemandes et les empêcher de placer des mines supplémentaires dans ces eaux, et elles y réussissent encore.
La flotte de débarquement alliée est divisée en cinq groupes, les forces U, O, G, J et S, une pour chaque secteur de plages.
Les forces U et O partent de Dartmouth et de Weymouth et se dirigent vers les secteurs de plages américains. Ces deux groupes forment la Western Naval Task Force, sous le contre-amiral Alan G. Kirk, destinée à opérer avec la 1re armée US, commandée par le lieutenant général Omar Bradley sur les plages de débarquement Omaha et Utah Beach. Dans la nuit, la force U (contre-amiral Donald P. Moon) avec la 4e division d'infanterie américaine ainsi que la force O (contre-amiral John L. Hall) avec la 29e division d'infanterie américaine doivent débarquer sur les plages. Les convois pour ces plages consistent en 16 transports de troupes d'assaut.
Les trois autres groupes partent de Southampton (force G), Portsmouth (force J) et de Shoreham (force S) et se dirigent vers les secteurs de plages britanniques et canadiens. Ils sont aussi réunis sous un seul groupe commun, la Eastern Naval Task Force, sous le contre-amiral Sir Philip Vian qui, avec la 2e armée britannique sous le lieutenant général Miles Dempsey, doit opérer sur les plages de débarquement Juno, Sword et Gold Beach. Dans la nuit, la force G (Commodore Sir Cyril Eustace Douglas-Pennant) avec la 50e division d'infanterie britannique, la force J (Commodore Geoffrey Oliver) avec la 3e division d'infanterie canadienne ainsi que la force S (contre-amiral Arthur G. Talbot) avec la 3e division d'infanterie britannique doivent débarquer sur les plages.
À part cela, il est prévu que le groupe de logistique L appareille de l'estuaire de la Tamise près de Felixstowe, et le groupe de logistique B de Plymouth, et qu'ils arrivent vers le soir du 6 juin ou au matin du 7 au large des côtes normandes.
Tous les groupes doivent aller vers un point Z, où la flotte doit s'arrêter dans un cercle de 8 km de rayon surnommé « Piccadilly Circus ». De là, des chasseurs de mines partiront vers le sud, pour trouver les mines dans les 5 secteurs et les déminer. Pour la Western Task Force sont engagés 102 chasseurs de mines alliés et 16 mouilleurs de bouées, et pour la Eastern Task Force 102 chasseurs de mines et 27 mouilleurs de bouées.
Le matin du 4 juin, deux sous-marins de poche des Alliés atteignent leurs objectifs de Juno et Sword Beach. Ils sont partis du fait que le débarquement est prévu le 5 juin. Ils n'ont pas été informés de son nouveau report. Comme ils se trouvaient sous l'eau, près de la côte de Normandie, ils ont interrompu leur trafic radio, et n'ont pas appris ce nouveau délai. Le 5 juin à 0 h 55, les deux sous-marins font surface et reçoivent l'information. À côté des deux sous-marins, il y a à la mer 120 LCT arrêtés, qui se trouvaient vers 9 h à 40 km au sud de l'île de Wight. Informés des nouveaux ordres par deux destroyers, le convoi est retourné au point de départ.
L'amiral sir Bertram Ramsay, le commandant en chef des marines alliées, informe les forces navales avant l'opération qui vient de la façon suivante :
« Our task in conjunction with the Merchant Navies of the United Nations, and supported by the Allied Air Forces, is to carry the Allied Expeditionary Force to the Continent, to establish it there in a secure bridgehead and to build it up and maintain it at a rate which will outmatch that of the enemy.

Notre tâche, en conjonction avec les marines marchandes des Nations unies, et soutenus par les forces aériennes alliées, est de transporter le corps expéditionnaire allié vers le continent, de lui établir là-bas une tête de pont sûre, et de le renforcer si vite que l'ennemi ne peut pas rivaliser. »
— Bertram Ramsay
L'amiral Theodor Krancke, chef du « commandement maritime ouest » allemand, arrive le 5 juin en voyage d'inspection à Bordeaux, rapporte au Haut-commandement ouest « qu'en raison de la mauvaise mer, les patrouilleurs ne peuvent pas quitter leurs points d'attache, » si bien que les Allemands n'accomplissement pas leurs patrouilles habituelles le 5 juin et dans la nuit du 6. Krancke rapporte plus tard aussi que « […] selon les prévisions météo disponibles […] une invasion dans la nuit du 5 au 6 juin ne paraissait qu'à peine possible. »

### Exécution

#### Arrivée de l'armada alliée

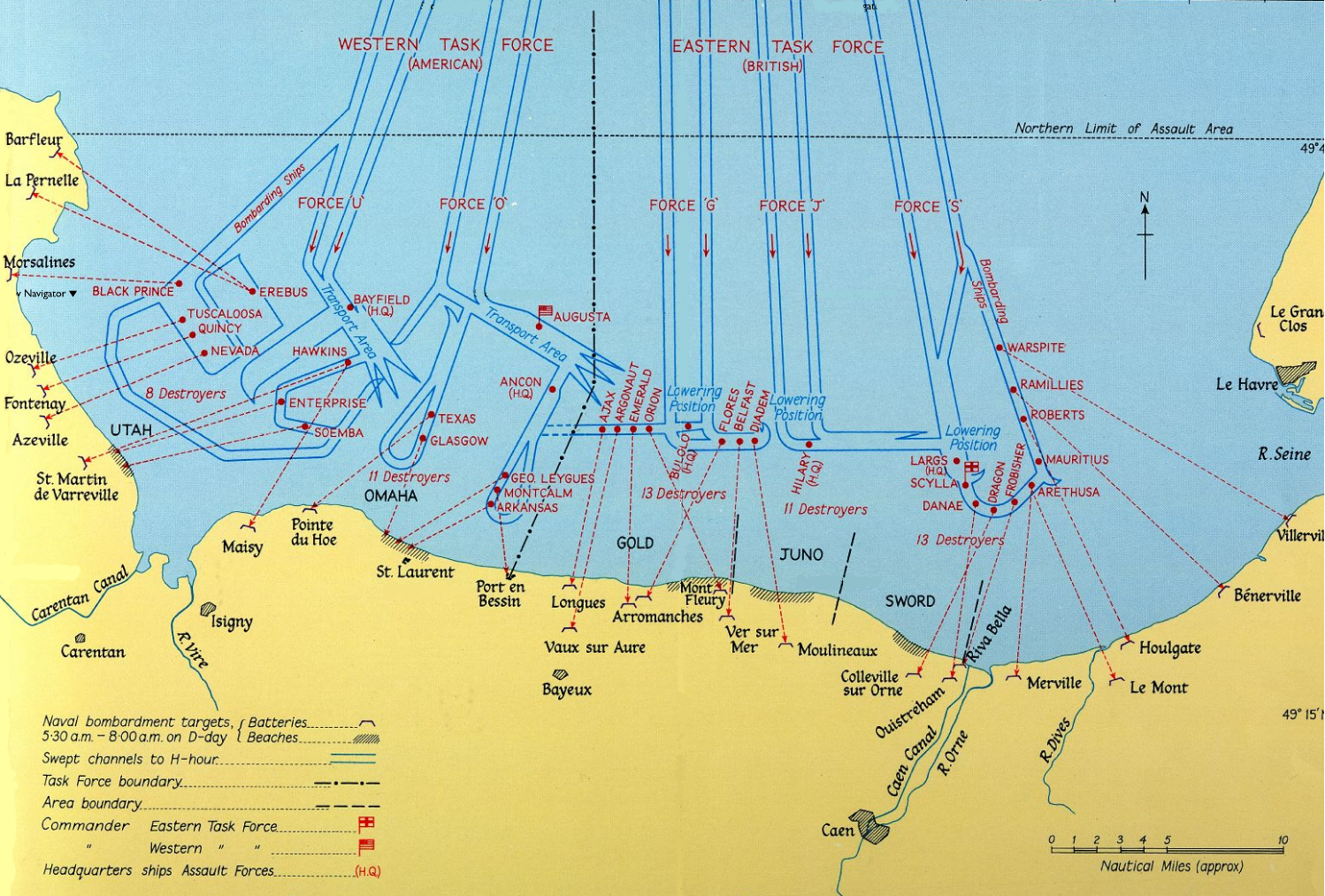
Carte des bombardements alliés à partir de la mer, et positions d'ancrage des bateaux le 6 juin 1944

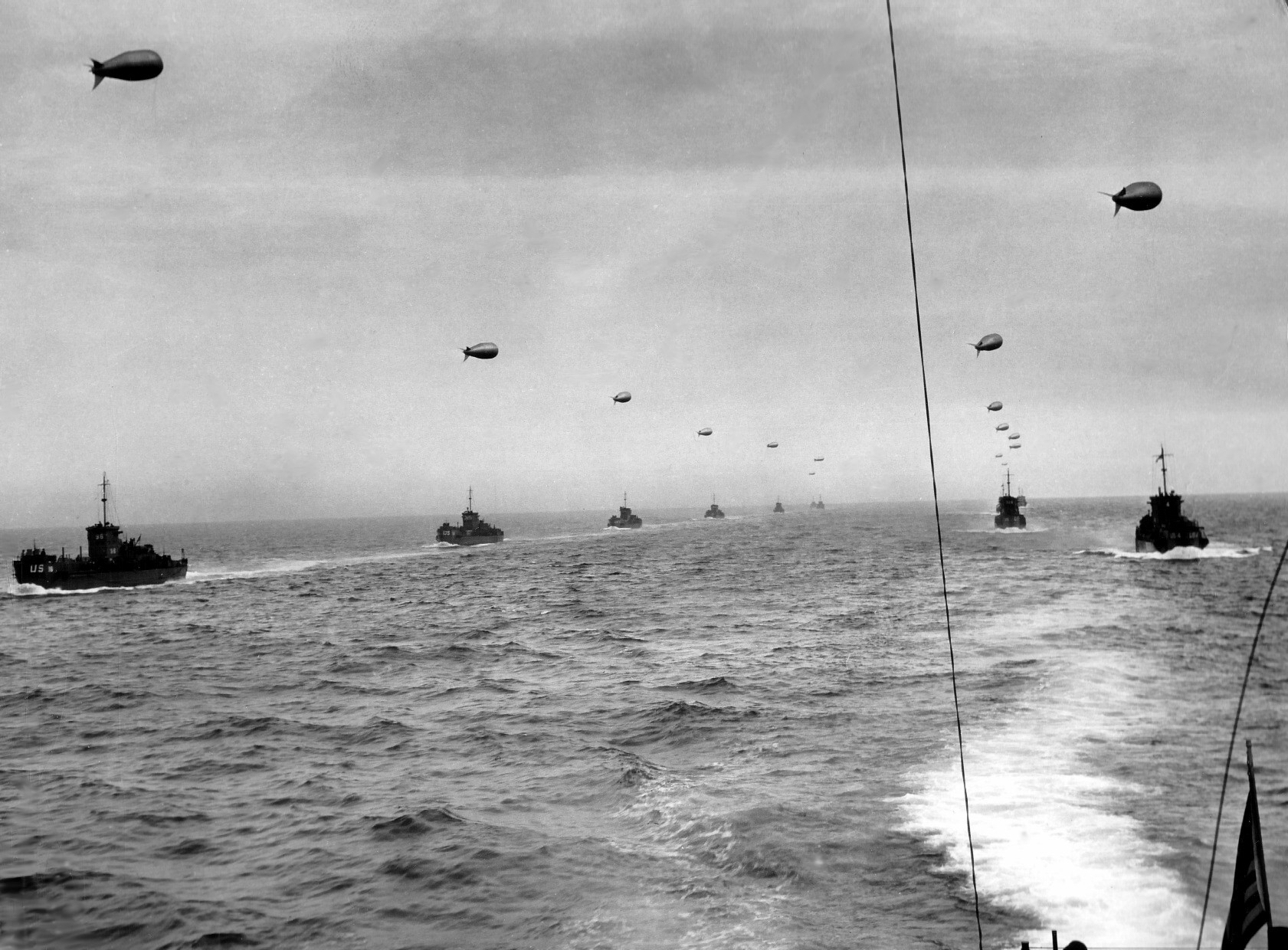
Une partie des ballons captifs de l'armada pendant la traversée

À 9 h le 5 juin, l'armada alliée appareille, à l'exception des groupes U et O qui n'appareillent qu'à 16 h. La traversée et l'élimination des mines se déroulent conformément au plan ; seul un chasseur de mines américain coule. Les premiers navires alliés atteignant leur mouillage attribué face à la côte normande (Cf. la carte ci-contre : mouillage des navires face à la côte) sont l'USS Bayfield (APA-33) à 2 h 29, à 21 km devant Utah Beach, avec le général J. Lawton Collins à bord, et l'USS Ancon (AGC-4) à 2 h 51, à 20 km devant Omaha Beach. Peu à peu, les 5 300 autres bateaux de la flotte de débarquement atteignent leurs positions, où les cuirassés jettent l'ancre à 9 900 m et les destroyers à 4 500 m environ de la côte. Beaucoup de soldats à bord souffrent du mal de mer, après une traversée de plusieurs heures par mauvaise mer. Vers 4 h 15, les troupes de débarquement commencent à être transbordées dans les embarcations de débarquement.
Vers 4 h 30, 45 min avant l'aube, les premières embarcations de débarquement se trouvent en route vers les plages Utah et Omaha. Elles doivent lutter contre les hautes vagues, les courants et le fort vent de côté, qui tendent sans arrêt à les faire dévier de leur itinéraire prévu. Les bateaux de débarquement ont 17 km à faire en direction de la plage. Pour cela, ils sont dirigés par des patrouilleurs et des bateaux-guides équipés de radio et de radar.
Le captain Anthony Duke se rappelle l'armada alliée :

« By God, I’ll never forget the feeling of power – power about to be unleashed – that welled up in me as I viewed the long, endless columns of ships headed toward Normandy.
Mon Dieu, je n'oublierai jamais le sentiment de puissance — puissance qui va être déchaînée — qui est monté en moi quand j'ai vu les longues colonnes interminables de bateaux se dirigeant vers la Normandie. »

#### Premières réactions allemandes
Le commandement de groupe ouest allemand fait appareiller des patrouilles de reconnaissance à 4 h 35. La 5e flottille de torpilleurs, la 15e flottille de patrouilleurs et la 38e flottille de chasseurs de mines sortent de l'estuaire de la Seine. Des deux côtés de la presqu'île du Cotentin, la 5e et la 9e flottille de vedettes rapides croisent. Le capitaine de corvette Heinrich Hoffmann quitte Le Havre à 4 h 15 avec les trois bateaux opérationnels de sa 5e flottille de torpilleurs (T 28, Jaguar et Mouette). À 5 h 15, il se trouve avec ses bateaux directement devant les navires britanniques devant Sword Beach. Hoffmann se décide à attaquer et à 5 h 35, il fait tirer 16 torpilles. Les navires alliés autour du HMS Warspite réagissent immédiatement par des manœuvres d'évitement et peuvent échapper aux torpilles qui les menacent. Seul le destroyer norvégien HNoMS Svenner est atteint en plein milieu et sombre. Pendant ce temps-là, les bateaux allemands ont fait demi-tour et disparaissent dans le brouillard.

#### Ouverture du feu des batteries alliées et allemandes et naufrage de l’USSCorry

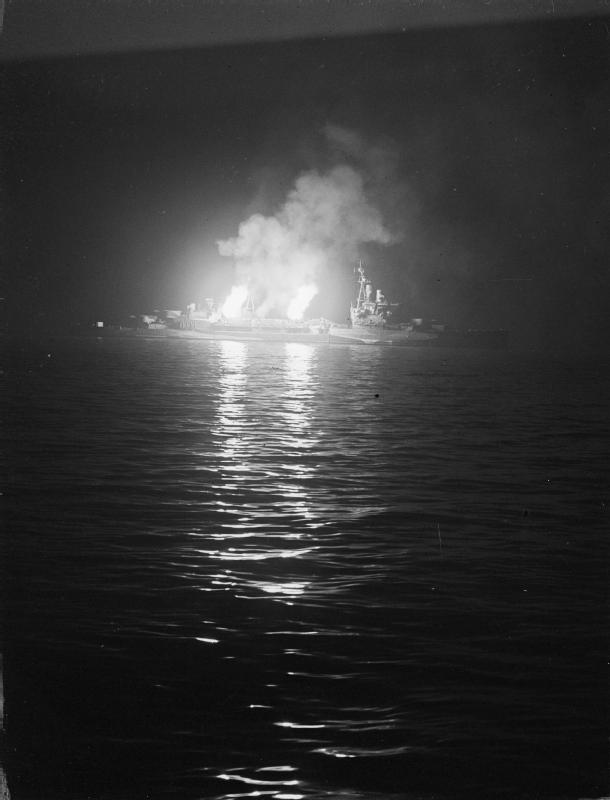
Le croiseur britannique bombarde la côte normande le jour J.

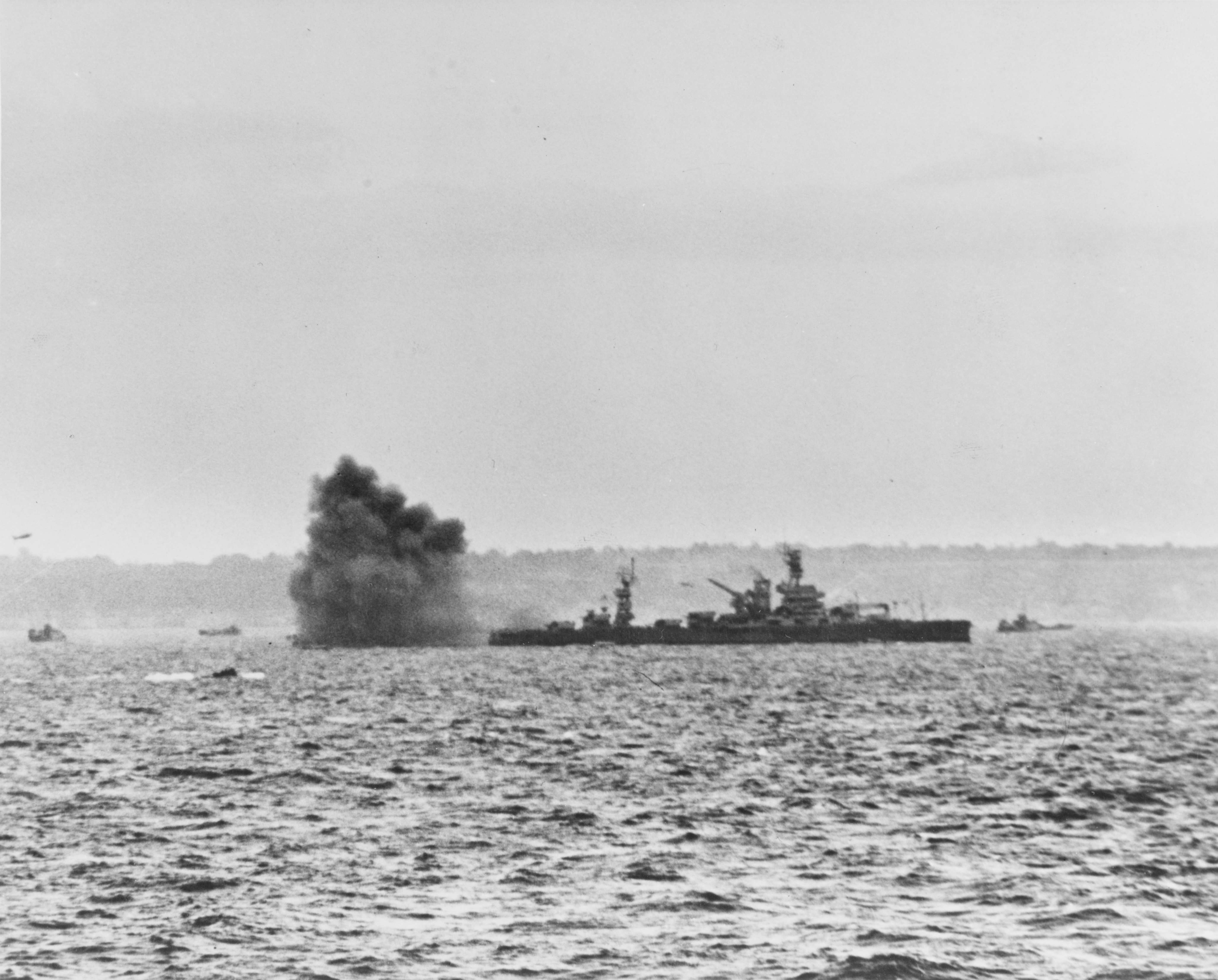
Le cuirassé tire sur des positions allemandes à Omaha Beach

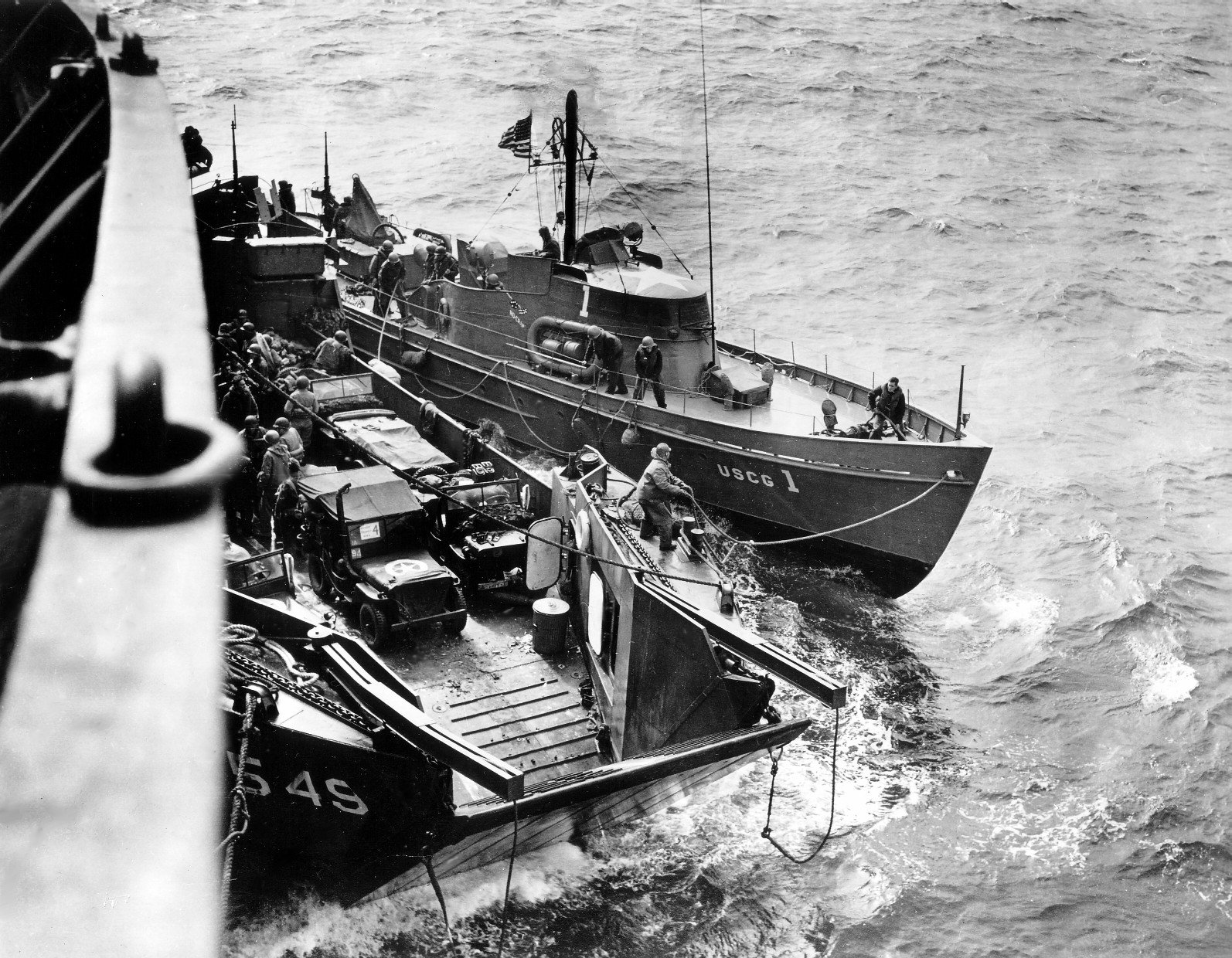
Des équipages et des équipements sont transbordés sur une embarcation de débarquement

Après que les destroyers alliés Fitch et Corry sont pris sous le feu d'une batterie côtière allemande, le contre-amiral Morton Deyo, commandant du Western Task Force Bombardement Group, donne à 5 h 36, vingt minutes avant l'heure prévue, l'ordre de tir à tous les bateaux. Les bateaux de l'Eastern Task Force ont déjà commencé à tirer auparavant, à 5 h 10.
Le major John Howard, qui a déjà atterri pendant la nuit sur la Normandie en planeur au cours de l'opération Tonga raconte le bombardement par l'artillerie navale :
« The barrage coming in was quite terrific. It was as though you could feel the whole ground shaking toward the coast, and this was going on like hell. Soon afterward it seemed to get nearer. Well, they were obviously lifting the barrage farther inland as our boats and crafts came in, and it was very easy, standing there and hearing all this going on and seeing all the smoke over in that direction, to realize what exactly was happening and keeping our fingers crossed for those poor buggers coming in by sea.

Le barrage qui démarre est terrible. On croirait sentir tout le sol trembler vers la côte, et cela continue comme en enfer. Bientôt, il semble se rapprocher. Eh bien, ils sont évidemment en train de décaler le barrage plus loin vers l'intérieur quand nos bateaux et embarcations arrivent, et il est très facile, debout ici, entendant tout cela, et voyant toute la fumée dans cette direction, de réaliser ce qui arrive exactement et de croiser les doigts pour les pauvres gars qui débarquent de la mer »
— Anthony Hall
.
Holdbrook Bradley, correspondant du journal américain The Baltimore Sun, embarqué à bord d'un engin de débarquement vers Omaha Beach, habitué de divers théâtres d'opérations et guerres, décrit plus tard le bombardement des navires :
« The sound of battle is something I’m used to. But this [the opening bombardments on D-Day] was the loudest thing I have ever heard. There was more firepower than I’ve ever heard in my life and most of us felt that this was the moment of our life […].

Le bruit des combats est quelque chose dont j'ai l'habitude. Mais cela [les bombardements d'ouverture le jour J] est le bruit le plus fort que j'aie jamais entendu. Il y a plus de feu que je n'en aie jamais entendu de ma vie, et la plupart d'entre nous sentions que c'était le moment de notre vie […] »
— Stephen E. Ambrose
.
La batterie allemande de Longues sur Mer ouvre le feu à 5 h 37 sur le destroyer USS Emmons devant Omaha Beach. Mais les dix coups tirés ratent le bateau américain. L'objectif suivant arrivant en vue de la batterie est le cuirassé USS Arkansas. Là non plus, on ne compte pas de coup au but. Par contre l'Arkansas ouvre le feu à 5 h 52 sur la batterie, et tire 130 coups, sans non plus l'atteindre. La batterie redirige alors ses tirs sur des objectifs plus proches qui surviennent.
Des avions alliés doivent établir un rideau de fumée entre l'armada alliée et les positions allemandes, pour masquer leur vue aux Allemands. Certains de ces avions apparaissent à 6 h 10 à Utah Beach, et établissent le rideau de fumée prévu. L'avion qui doit cacher le destroyer américain USS Corry est néanmoins abattu auparavant par la Flak allemande, et ne peut donc pas répandre son rideau de fumée. Pendant quelques moments, l'USS Corry est leur seul navire allié visible pour les Allemands, ce qui conduit à ce que les batteries allemandes concentrent leurs salves sur lui. Le bateau commence à manœuvrer pour éviter les obus, ce qui est cependant dangereux, car une large fraction de la surface est encore minée. Le mécanicien Mate G. Gullickson raconte :
« All of a sudden, the ship literally jumped out of the water! As the floor grates came loose, the lights went out and steam filled the space. […] It was total darkness with steam severely hot and choking.

Tout à coup, le bateau saute littéralement hors de l'eau ! Alors que les grilles de plancher commencent à se disloquer, les lumières s'éteignent et la vapeur remplit l'espace. […] C'est une obscurité totale, avec de la vapeur brûlante et asphyxiante »
— Stephen E. Ambrose
.
Le bateau a heurté une mine en plein milieu et commence à couler. Gullickson, qui à ce moment a déjà de l'eau jusqu'à son gilet, continue à raconter : « At this time, there was another rumble from underneath the ship. (À ce moment, il y a un autre grondement venant de sous le bateau). » L’USS Corry a heurté une deuxième mine et se coupe en deux. Beaucoup de membres de l'équipage se noient, ou ont des brûlures ou une asphyxie.
À 6 h 30, une demi-heure après le lever du soleil, les débarquements commencent sur Utah et Omaha Beach. Les navires à l'ancre devant la côte suspendent leur feu peu avant, et déplacent en partie leurs objectifs plus loin dans l'arrière-pays, pour ne pas mettre en danger les soldats sur les plages.

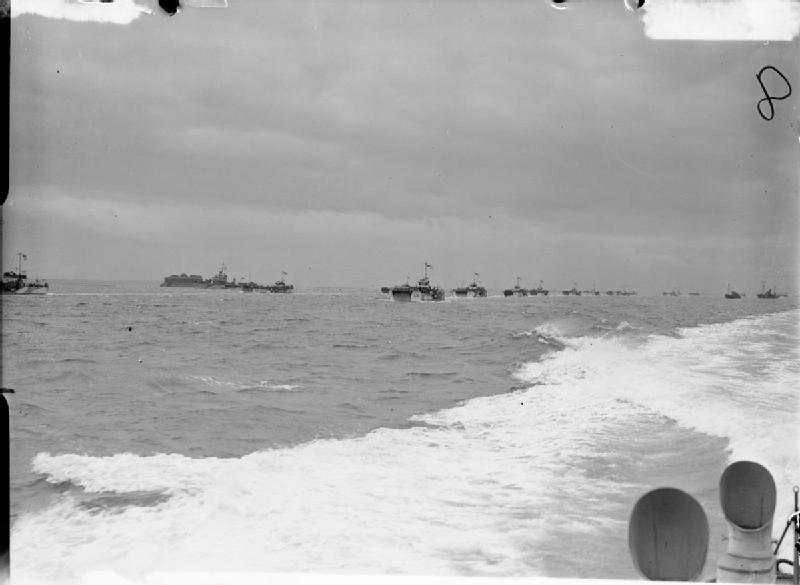
Des engins de débarquement britanniques en direction de la Normandie

Ian Michie, un matelot de la Royal Navy, qui se trouve à bord du croiseur britannique HMS Orion raconte :
« Our shooting was very good and direct hits were soon beeing recorded. We scored thirteen direct hits on the battery before shifting target.
Nos tirs étaient très bons et on a très vite enregistré des coups au but. On en a compté 13 sur la batterie avant de changer d'objectif.
 »
— Stephen E. Ambrose
Les batteries à Longues-sur-Mer, la pointe du Hoc et autres lieux n'ont été que peu endommagées par l'artillerie embarquée, mais pas détruites, et on peut encore les voir aujourd'hui en partie. Dans le livre de Stephen E. Ambrose D-Day, il est rapporté au sujet d'un rapport de la Royal Navy :
« An official report from the Royal Navy admitted that „no serious damage either to the concrete structures or the guns in the strong points was achieved, but pointed out that the shelling‚ effectively neutralized the positions by terrifying the enemy personnel in them and by preventing them from manning their weapons and firing on the troops during the landings“.

Un rapport officiel de la Royal Navy admet que « aucun dommage sérieux n'a été apporté aux casemates en béton ni aux canons dans les postes fortifiés", mais souligne que le bombardement "a neutralisé de fait les positions en terrifiant les personnels ennemis, et en les empêchant de manœuvrer leurs armes et de tirer sur les troupes pendant les débarquements » »
— Stephen E. Ambrose
.
Selon Ambrose, ceci est une illusion, car diverses batteries peuvent récupérer leur personnel après que les navires ont pris la côte sous leur feu. Mais en raison des procédés alliés, comme le déploiement de rideaux de fumée, elles n'ont pas pu identifier d'objectifs, ou très peu, ni les viser avec précision.
Les batteries allemandes ont été mises pour la plupart hors de combat par d'autres moyens. Par exemple la batterie de Merville est détruite par des parachutistes britanniques pendant l'opération Tonga. Des unités de rangers américains ont essayé la même chose pour la batterie de la pointe du Hoc, mais après la conquête du terrain, ils ont dû constater que les canons avaient été déménagés plus loin dans l'arrière-pays. Après une courte recherche, quelques rangers ont pu trouver les canons sans surveillance dans l'arrière-pays, et les rendre inoffensifs.

## Combats dans la Manche, sur la côte de Normandie et en Bretagne

### Juin 1944

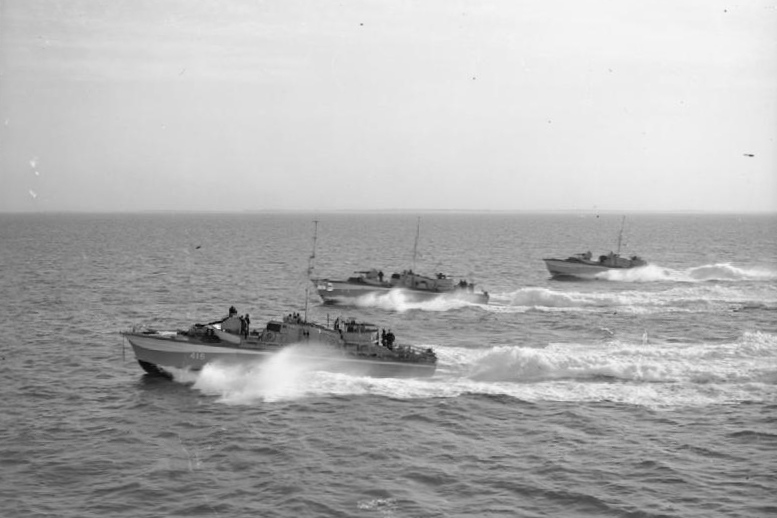
Trois torpilleurs à moteur britanniques reviennent de la recherche de vedettes rapides allemandes vers Cherbourg

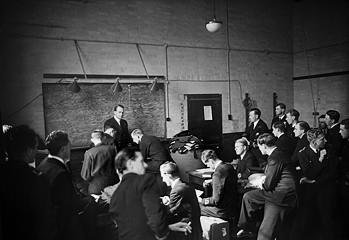
Lieutenant Commander Peter Scott donne aux équipages de torpilleurs à moteur britanniques des instructions sur la chasse aux vedettes rapides allemandes, sur la base du HMS Vernon

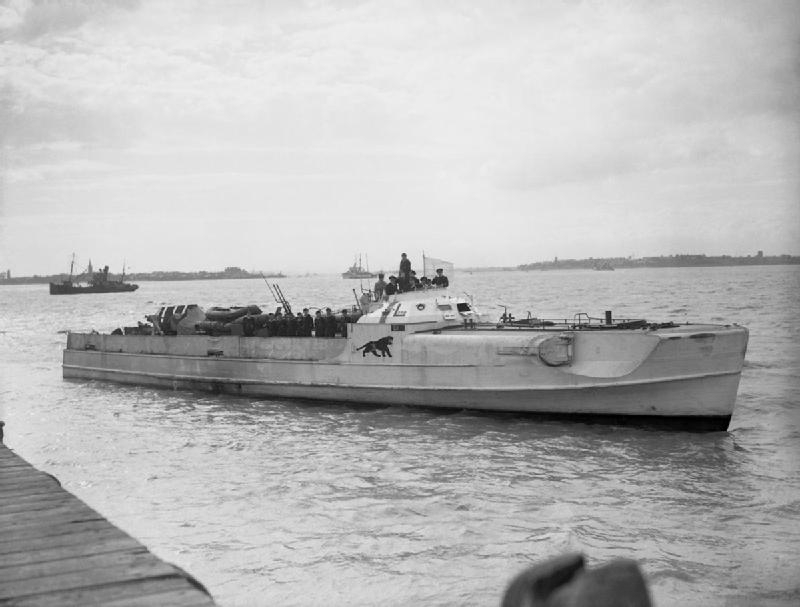
Vedette rapide allemande en Normandie

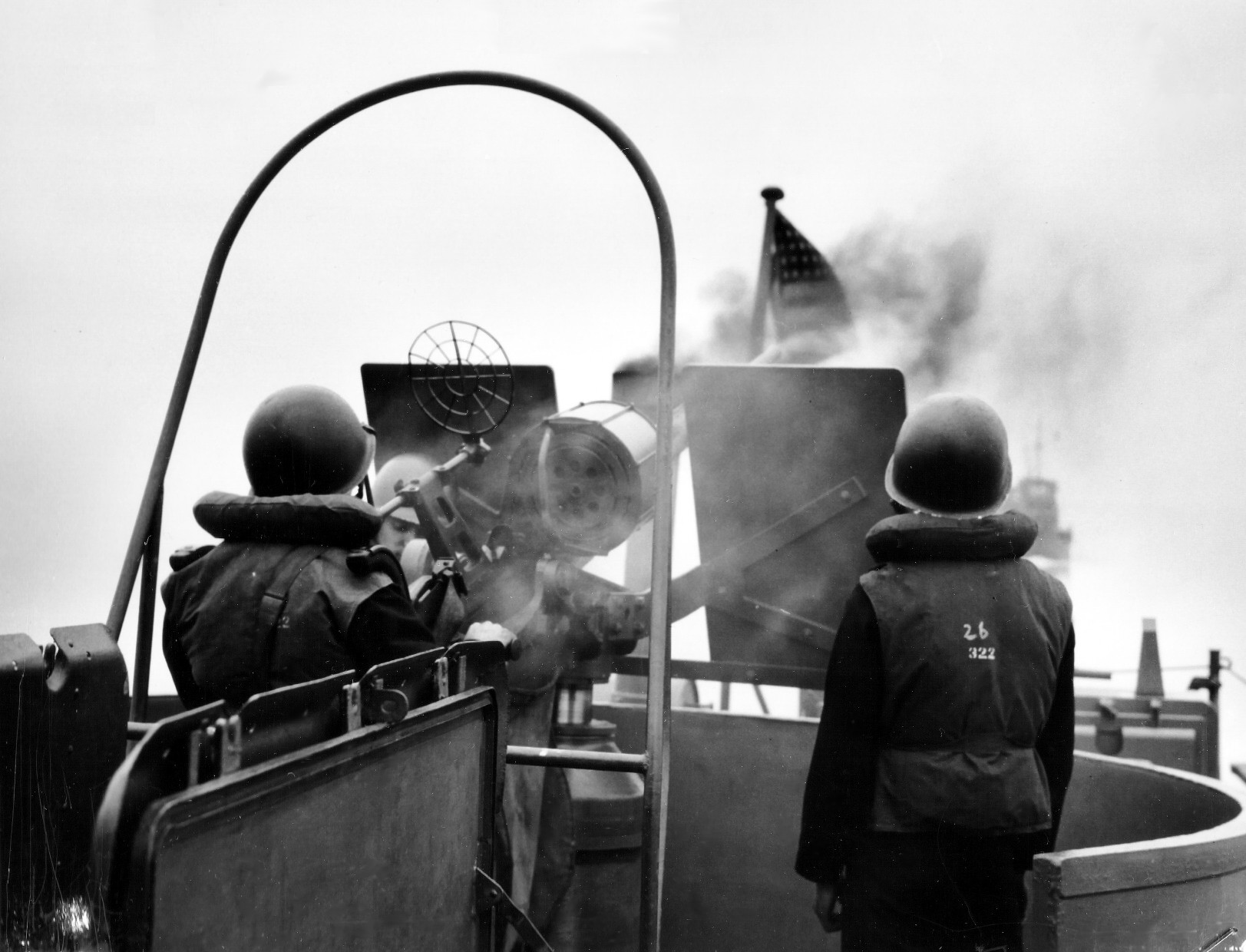
Mitrailleuse antiaérienne de 20 mm sur un bateau de guerre

Dans les jours suivants, des torpilleurs allemands essayent de gêner les opérations de débarquement par des attaques de torpilles et des barrages de mines, mais ceci reste largement inefficace.
Dans la nuit du 6 au 7 juin, les 5e et 9e flottilles de vedettes rapides allemandes appareillent de Cherbourg. Dès la sortie du port, devant la pointe de Barfleur, deux vedettes sont coulées par le barrage de mines posé précédemment par la 64e flottille britannique de torpilleurs à moteur. Par contre, quatre vedettes percent les lignes de défense des forces côtières alliées et coulent deux engins de débarquement devant Saint-Vaast.
La même nuit, il y a un accrochage entre la 4e flottille de dragueurs de mines allemande d'une part, la 55e flottille britannique et la 29e flottille canadienne de torpilleurs à moteur d'autre part, où un bateau allemand et deux alliés sont fortement endommagés. Le même jour, les 2e et 8e flottilles de vedettes rapides font un raid sans succès à partir d'Ostende dans le sud de la mer du Nord.
Vers 5 h 15 le 8 juin, la frégate HMS Lawford coule, peut-être victime d'une bombe planante radioguidée Henschel Hs 293 A, lancée par un Dornier Do 217.
Dans la nuit du 7 au 8 juin, il y a des combats dans lesquels des engins de débarquement alliés ainsi que des vedettes rapides allemandes sont coulés. Les Allemands coulent en outre eux-mêmes quelques-uns de leurs propres bateaux, pour empêcher les Alliés de les prendre. De leur côté, les Alliés subissent beaucoup de pertes par les mines, notamment deux destroyers. D'autres bateaux sont détruits par des attaques aériennes ou d'artillerie, surtout des bateaux qui avaient été rendus difficilement manœuvrables par des explosions de mines.
Entre le 6 et le 30 juin 1944, les Allemands engagent plusieurs sous-marins pour contrer les forces navales alliées. Mais dans une grande partie des cas, ces sous-marins ont été endommagés ou coulés par des avions alliés, et ils n'ont pu infliger à l'ennemi que la perte d'environ cinq bateaux.
Dans la nuit du 8 au 9 juin, la marine de guerre allemande essaie de pénétrer de Brest vers la zone du débarquement avec quatre destroyers, les derniers navires assez grands restant en France. L'amiral allemand Theodor Krancke, commandant le groupe naval ouest, l'a ordonné, ce qui a été intercepté par le service d'espionnage allié. La 10e flottille de destroyers de la Royal Navy, consistant en 4 bateaux britanniques, 2 canadiens et 2 polonais, est envoyée pour attaquer l'unité allemande. Au nord-ouest de l'île de Batz, vers 1 h 30, le combat commence entre les flottilles de destroyers. Après 4 h de combat, les Alliés ont coulé le destroyer allemand ZH 1, et endommagé le Z 32 si fort qu'il doit être amené à terre. Les deux autres, bien que fortement endommagés, rentrent à Brest. Du côté allié, le HMS Tartar est fortement endommagé. L'engagement est connu sous le nom de bataille d'Ouessant.
Dans la nuit du 14 au 15 juin, 234 bombardiers Lancaster du commandement du bombardement britannique de la Royal Air Force attaquent la ville française du Havre. Un avion est perdu pendant l'action. De l'autre côté, les Allemands subissent la perte de trois torpilleurs, de 16 vedettes rapides, de 2 escorteurs et de 2 dragueurs de mines, de 7 chasseurs de mines et de 8 patrouilleurs. En outre, une barge d'artillerie et de nombreux auxiliaires de combat et utilitaires de port sont détruits. Dans la nuit suivante, du 15 au 16 juin, 297 bombardiers alliés attaquent Boulogne. Les pertes allemandes s'élèvent à trois escorteurs de dragueurs de mines, de six dragueurs, de trois chasseurs de mines, de deux patrouilleurs, de deux barges d'artillerie, deux remorqueurs et de 5 bateaux de défense de port. En outre deux dragueurs sont fortement endommagés. Le 15 juin, le navire-citerne Sonderburg est coulé par les Allemands eux-mêmes dans le port de Cherbourg comme blockship.
Par la suite, on en arrive à maintes reprises à des combats entre des unités auxiliaires, comme des vedettes rapides, des bateaux à moteur, des dragueurs de mines ou similaires, mais aussi parfois à des destroyers et frégates alliés, avec souvent des dégâts. Ces combats ont lieu au moins jusqu'à la fin de juillet au large de la Normandie et de la Bretagne. En outre, les avions allemands attaquent l'armada alliée par des bombardiers, des chasseurs et des largages de mines.
Le 19 juin 1944, la flottille allemande de bateaux de commandos 211, avec 10 bateaux de commandos et 24 bateaux explosifs arrive à Bolbec, à l'est du Havre, et est déplacée le 21 juin à un point d'appui défini près de Honfleur. La première attaque de cette flottille doit avoir lieu dans la nuit du 25 au 26 juin. Pour cette attaque, 8 bateaux de commandos et 9 bateaux explosifs sont envoyés, en remorque de dragueurs de mines. Un des bateaux explosifs heurte le bordé d'un dragueur, explose et coule le dragueur ainsi que deux bateaux de commandos. Malgré l'accident, le trajet continue, mais l'action est perturbée un peu plus tard par le mauvais temps, et les bateaux rentrent. Après que deux autres essais en juin conduisent à des échecs en raison d'accidents ou de défaillance matérielle, Adolf Hitler ordonne d'arrêter la mise en œuvre des bateaux explosifs dans la baie de Seine, et de lancer à la place des sous-marins de poche du type Marder. À partir du 28 juin, la flottille de commandos 361 arrive à Trouville avec 60 de ces sous-marins de poche, qui avaient été transportés par voie de terre depuis l'Allemagne. L'unité est alors déplacée dans une forêt près de Villers-sur-Mer pour y préparer ses interventions.
Entre le 25 et le 27 juin, des unités navales alliées soutiennent les attaques dans les zones de Caen (v. bataille de Caen) et de Cherbourg (v. bataille de Cherbourg). Le 25 juin un sous-marin de poche de type Biber, arrive à Rouen en provenance de Kiel via Aix-la-Chapelle et Paris. De là, il doit attaquer les ponts sur le canal de Caen à la mer et sur l'Orne. Cette attaque est faite néanmoins par des nageurs de combat à la place du Biber, et échoue. On ne sait rien du devenir du sous-marin.
Avant le 25 juin la Western Naval Task Force perd trois destroyers, un destroyer d'escorte, deux dragueurs de mines et divers bateaux plus petits. En outre, divers bateaux, dont deux destroyers, sont lourdement endommagés.

### Juillet 1944

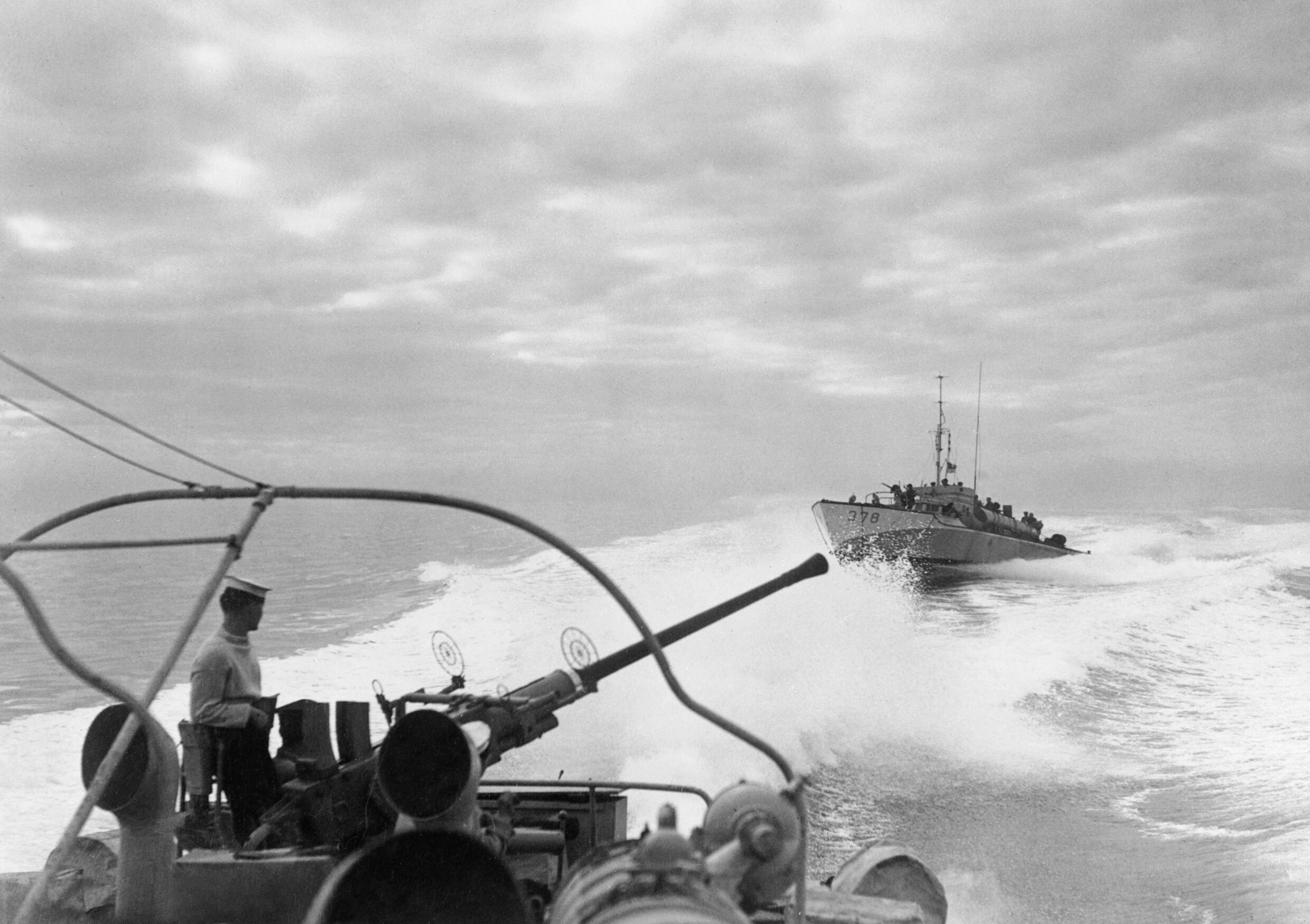
Torpilleur à moteur britannique

Alors que quelques vedettes rapides entrent au port du Havre, dans la nuit du 5 au 6 juillet, l'atelier de torpilles de ce port explose pour des raisons mal connues : 41 torpilles sont détruites et les opérations de vedettes s'en trouvent fortement limitées en conséquence.
Dans cette même nuit, 26 des torpilleurs à un seul homme, les sous-marins de poche de type Marder sont lancés de Villers-sur-Mer contre les zones de débarquement alliées. L'opération est considérée par les Allemands comme un succès. Onze des bateaux rapportent un succès, bien qu'en fait seuls deux chasseurs de mines et un destroyer d'escorte soient coulés. Par contre, seulement 16 des sous-marins de poche sont rentrés. La nuit suivante, les Allemands envoient 21 Marder dans une attaque, et peuvent détruire un chasseur de mines, et endommager un vieux croiseur polonais, l'ORP Dragon, si bien qu'il ne peut plus servir que de brise-lames à Mulberry B. Personne n'est revenu des équipages de sous-marins.
En outre, il y a pendant tout le mois des épisodes de combat entre navires de guerre allemands et alliés, où ne sont détruits la plupart du temps que des vedettes ou des torpilleurs motorisés, mais aussi parfois des destroyers alliés.

### Août 1944
Du 1er au 27 août 1944, des unités navales alliées combattent dans la zone de la Manche et sur les côtes du golfe de Gascogne contre de nombreux sous-marins allemands, dont 11 sont coulés. Du côté allié, un seul bateau est perdu. À la mi-août, une nouvelle vague de sous-marins arrive dans la Manche, et au prix de la perte de 4 d'entre eux, ils réussissent à couler 6 bateaux alliés et à en rendre un autre inapte au combat. Le 27 août, les 5 sous-marins allemands restants sont rappelés en Norvège. Pendant le trajet de retour, un des sous-marins, le U-218, pose un barrage de mines près de Sanday, sur lequel le chalutier britannique Kned est perdu.
Début août, la flottille de bateaux de commandos 211 entre à Houlgate, pour accomplir une opération combinée entre des sous-marins de poche Marder, des bateaux explosifs Linse et des flottilles de vedettes rapides. Dans la nuit du 2 au 3 août, l'attaque a lieu, en liaison avec une attaque aérienne. La composition du groupe naval est de 16 bateaux de commando, 28 bateaux explosifs de type Linse, ainsi que 58 torpilleurs à un seul homme du type Marder. Les Allemands réussissent à couler le destroyer HMS Quorn, un chalutier et un engin de débarquement, et à endommager deux cargos. Une dernière fois, dans la nuit du 16 au 17, 42 Marder sont engagés. Ils coulent un bateau-école allié, un bateau de débarquement ainsi que le cargo Iddesleigh déjà endommagé par une attaque de vedette rapide. 16 Marder seulement reviennent de cette attaque.
Entre le 5 et le 30 août 1944, les Allemands coulent, en évacuant les ports, divers bateaux leur appartenant au Verdon, à Nantes, Brest, Saint-Malo, sur la Seine et près de Paris, ainsi qu'à Saint-Nazaire, dans la Gironde et à Bordeaux. En tout, un paquebot, un destroyer, un navire-citerne d'approvisionnement, deux cargos, deux chasseurs de mines auxiliaires, trois chasseurs de mines, quatre torpilleurs à moteur, six dragueurs de mines à influence, neuf navires-citernes, neuf bateaux d'évacuation, 15 patrouilleurs, 21 bateaux de commerce ainsi que de nombreux bateaux plus petits.

## Dangers naturels — Tempêtes et houle

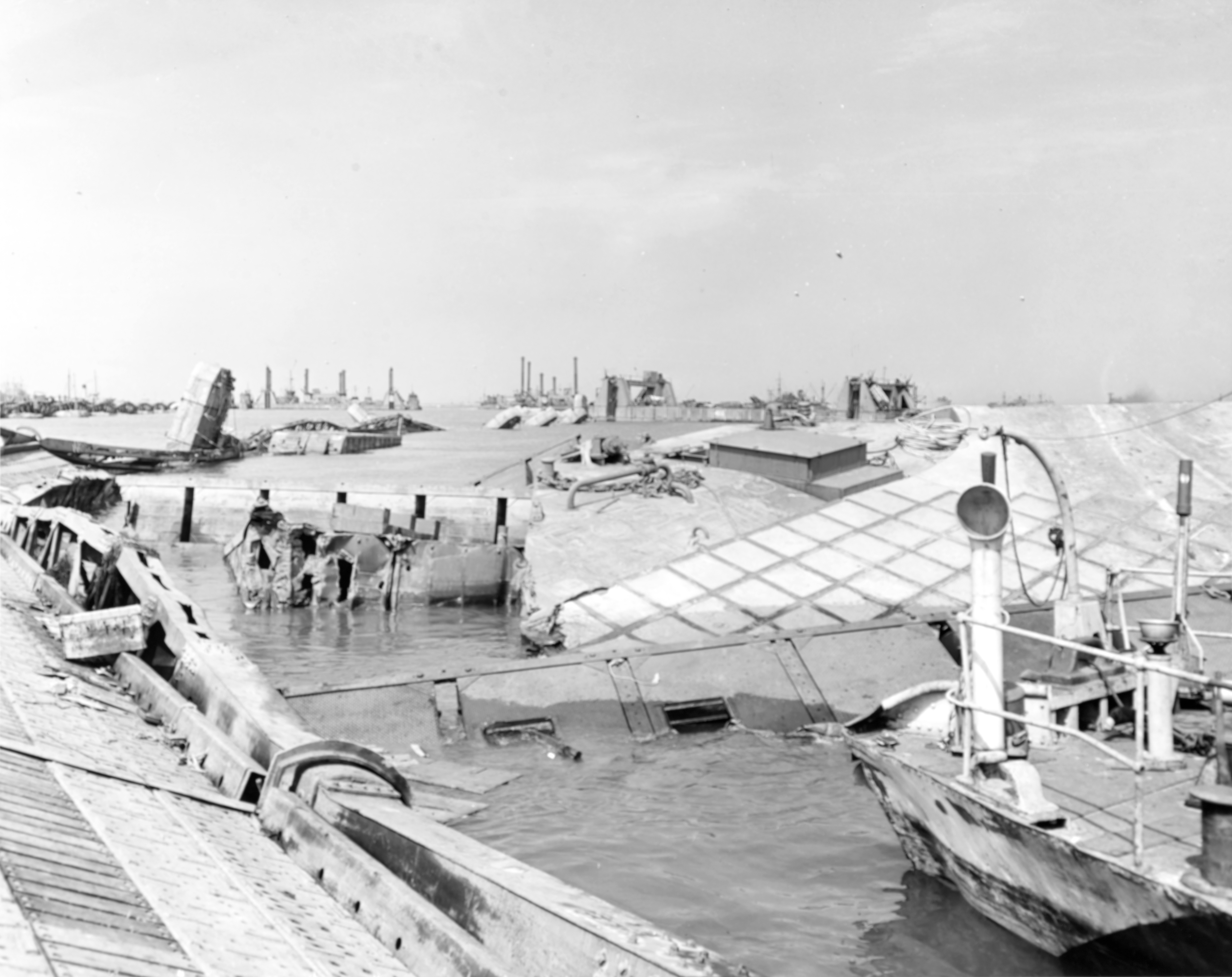
« Mulberry A » après sa destruction par la tempête

Les dangers pour les navires alliés ou allemands ne résident pas seulement de combats : les deux parties ont perdu des unités aussi du fait de la nature. Par exemple, le destroyer britannique HMS Fury est endommagé le 21 juin au large de Sword Beach par une mine. Après qu'il est pris en remorque, la tempête rompt les aussières. Le destroyer est drossé à la côte et est perdu.
En raison de la houle et de la grande vitesse du vent, pendant la traversée les 5 et 6 juin, quelques bateaux plus petits des Alliés coulent. En outre, la plupart des soldats de l'armée de terre, pas habitués aux voyages en bateau, souffrent du mal de mer. Quelques chars amphibies (v. chars DD) ont coulé à cause de la forte houle.
Du 18 au 22 juin 1944, il y a sur la Manche une forte tempête qui rend impossibles les actions des forces navales des deux parties. Les Alliés arrêtent les livraisons d'intendance d'Angleterre vers la France, et interrompent les opérations de déchargement et de transport sur les têtes de pont. Pendant ces cinq jours, le corps expéditionnaire allié est exposé à la tempête peut-être la plus violente depuis 40 ans. La tempête détruit largement le port artificiel allié « Mulberry A », construit devant Omaha Beach près de Saint-Laurent, et le rend inutilisable (v. Les Mulberrys).

## Intendance des Alliés

### Les Mulberrys
La planification de la Supreme Headquarters Allied Expeditionary Force prévoit, dans le cadre de l'opération Neptune, après un débarquement réussi en Normandie, la construction de deux grands pontons d'amarrage pour les cargos. Un des ports, « Mulberry A » doit être construit par les Américains au large de Vierville et Saint-Laurent, l'autre, « Mulberry B » au large d'Arromanches, par les Britanniques. Les pièces sont préfabriquées en Angleterre et assemblées au large de la côte de Normandie.
Dans la première phase de construction des Mulberrys, le 9 juin 1944, 53 vieux navires de commerce et de guerre sont coulés à environ 1 400 m de la côte de Normandie, pour former un bassin de 4 milles de large. À terre, les Alliés construisent de grands hangars, élargissent les vieilles routes et en établissent de nouvelles pour accélérer le transport des marchandises vers le front.
« Mulberry A », situé au niveau d'Omaha est largement détruit par la tempête et inutilisable. En outre, au cours de la tempête, de nombreux engins de débarquement sont jetés à la plage et détruits, ce qui dérange fortement le débarquement de l'intendance alliée. Les Américains renoncent à la réparation, si bien que les parties intactes peuvent être utilisées pour compléter « Mulberry B, » moins endommagé. Mais les Américains débarquent encore des cargos à terre à Vierville-Saint-Laurent, ce qui s'avère a posteriori plus efficace que le débarquement en mer.
Peu après, le port britannique « Mulberry B » fonctionne à plein régime. En tout, jusqu'au 31 octobre, ce seront 628 000 tonnes de matériels, 40 000 véhicules et 220 000 soldats qui pourront y débarquer.

### Le port de Cherbourg

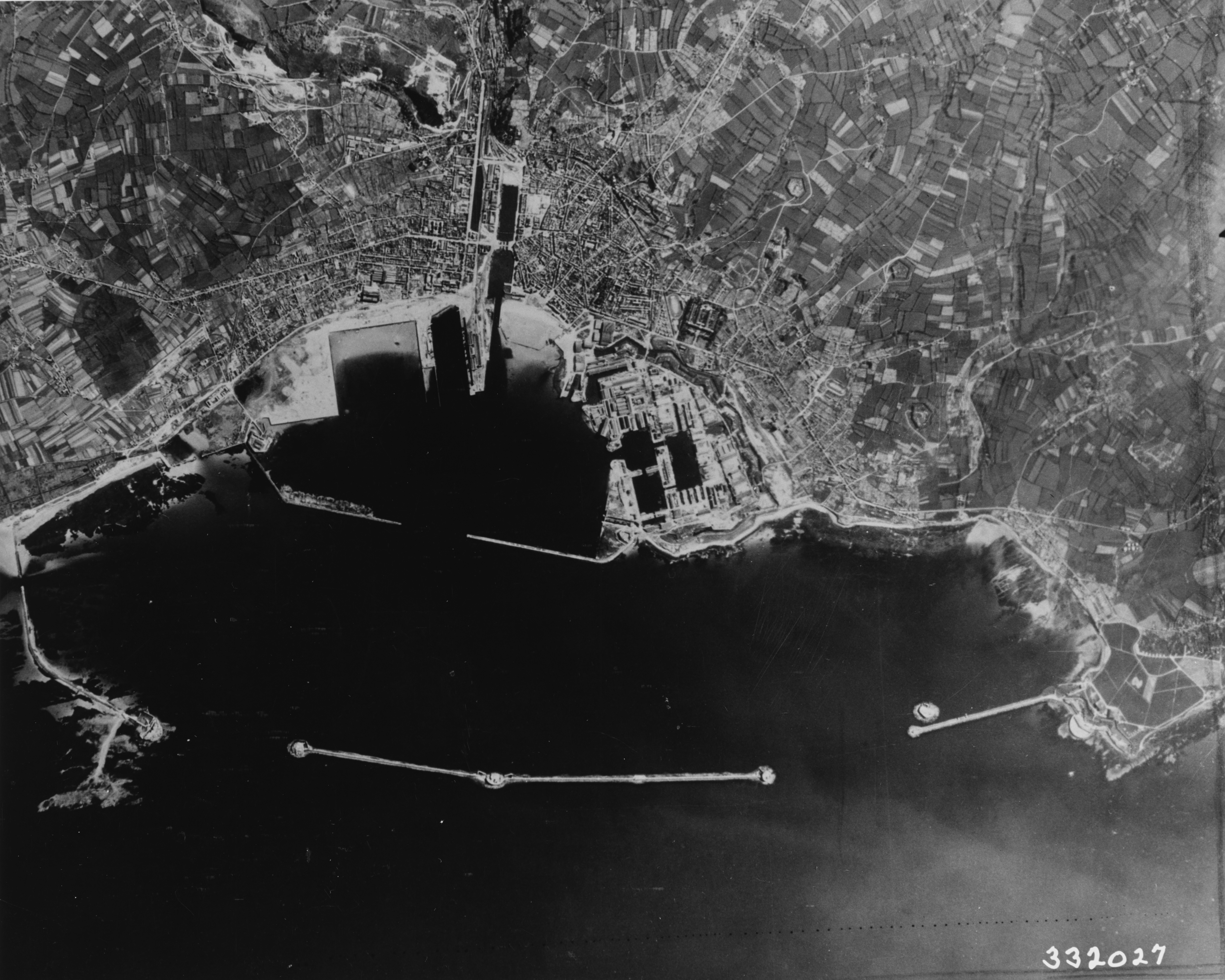
Vue aérienne de la ville de Cherbourg et du port en 1944

Après que le commandant de la ville de Cherbourg capitule face aux Américains le 26 juin, son port tombe entre les mains des Alliés. Il est bloqué par de nombreuses épaves, miné, et en grande partie détruit. Les Alliés commencent par éliminer les mines à l'aide de chasseurs de mines et de plongeurs, puis par une récupération des bateaux coulés pour rendre le port à nouveau navigable. En outre, il faut déblayer les bâtiments détruits ou les réparer.
Au bout de quinze jours, le port est remis en assez bon état pour que l'on puisse s'en servir en partie. Cependant, ce ne sera qu'au bout de trois mois, pendant lesquels il faudra travailler jour et nuit, qu'il sera entièrement réparé.
Gilles Perrault désigne ce port comme « la plus importante artère d'intendance des forces alliées. » Le 7 septembre, 23 000 soldats américains nouveaux débarquent à Cherbourg pour être transportés vers le front. À partir du 15 octobre, ce sont plus de 20 000 tonnes de matériel qui sont débarquées par jour, le 2 novembre, le port, avec 133 navires à poste pour 1 million de tonnes de jauge brute est le plus grand port de débarquement du monde, ce qui sera dépassé dès février 1945 dans le même port avec 2 millions de tonnes de jauge brute.

### Opération PLUTO (Pipe-Line Under The Ocean)

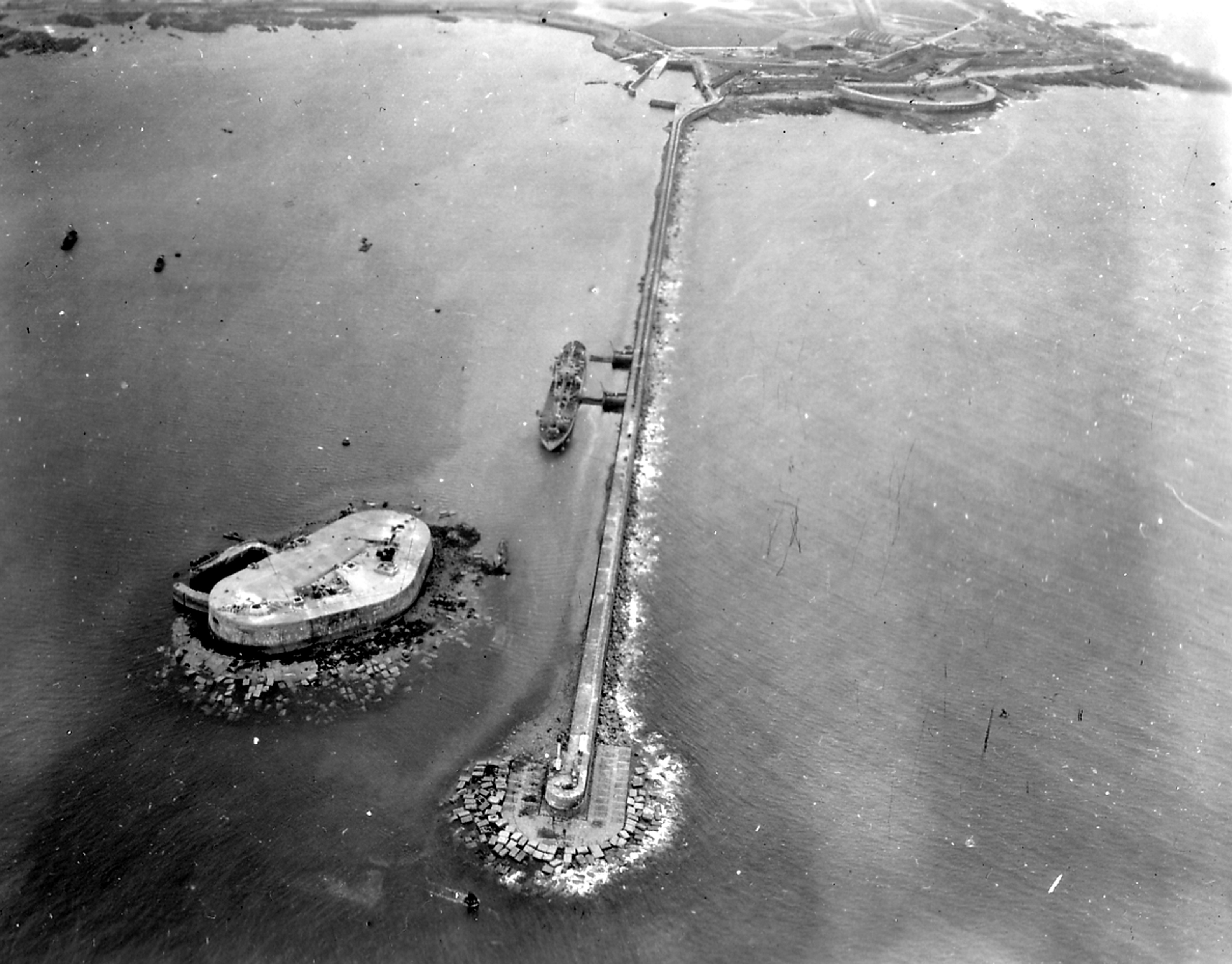
Pétrolier à quai dans la rade de Cherbourg.

L’Opération PLUTO (Pipe-Line Under The Ocean) est une opération de scientifiques britanniques, pour transporter des hydrocarbures d'Angleterre en France par un oléoduc courant au fond de la Manche. Conçu par l'amiral Louis Mountbatten, il est mis au point par A.C. Hartley, l'ingénieur en chef de l'Anglo-Iranian Oil Company.
Des prototypes de l'oléoduc sont testés avec succès en mai 1942 à travers la Medway, puis en juin à travers le Firth of Clyde. La production en série commence alors.
Le premier oléoduc est posé le 12 août 1944 entre l'île de Wight et Cherbourg ; il est long de 70 milles marins (environ 135 km). Plus tard d'autres oléoducs seront posés à Cherbourg puis plus tard encore au Pas de Calais. Des remorqueurs tirent sur la Manche des tambours géants et débobinent des conduites en matière synthétique sur 67 milles, les relient ensemble et les déposent sur le fond de la mer. Grâce à des préparatifs minutieux, l'opération est finie en dix heures.
Dès janvier 1945, 300 tonnes de carburant sont pompés par jour, mais le débit est rapidement augmenté jusqu'à plus de 4 000 tonnes par jour. En tout, jusqu'au jour de la capitulation allemande, 172 millions de gallons Imp, soit 782 millions de litres de carburant seront pompés par l'oléoduc. À côté des ports Mulberry, PLUTO est considéré comme l'une des plus grandes performances d'ingénierie militaire de l'histoire.

## Retentissements
Par le grand nombre de navires engagés, la construction des oléoducs à travers la Manche, les ports artificiels, par la conquête du port important pour la logistique de Cherbourg, ainsi que par la collaboration des forces navales, aériennes et terrestres, les Alliés ont réussi à établir une base ferme en France, et finalement par là à atteindre le but de leur guerre, la conquête de l'Allemagne. En outre, ils ont réussi à maîtriser l'espace aérien et la plus grande partie de la zone de la Manche.
Par la suite, les Alliés ont pu concentrer leurs navires sur d'autres théâtres. Par exemple, les Américains ont pu se tourner plus vers la guerre du Pacifique, même si les sous-marins allemands continuaient à représenter un danger.
En octobre 1944, les Alliés conquièrent le port d'Anvers, un des plus importants ports de la mer du Nord. Mais ils ne peuvent s'en servir que quand les forces canadiennes, dans la bataille de l'Escaut (2 octobre/8 novembre 1944) auront libéré la péninsule qui se trouve au nord du port. À ce moment, les lignes d'approvisionnement changent considérablement.
Le 16 novembre 1944, le circuit logistique pétrolier au départ de Cherbourg peut être arrêté.

## Filmographie
- Le documentaire de long métrage D-Day, leur jour le plus long de la télévision britannique BBC rend compte des événements pendant la phase de préparation « Exercise Tiger, » le jour J, et la suite.
- Le Jour le plus long, long métrage paru en 1962, produit par Darryl F. Zanuck représente le bombardement des plages par l'artillerie des navires, puis le débarquement. Le film se fonde sur le roman de Cornelius Ryan. Il représente en outre d'autres opérations du débarquement en Normandie.